# Inga dwyeri
Inga dwyeri é uma espécie vegetal da família Fabaceae.
Árvore pequena encontrada em planícies úmidas e em florestas de altitude até 900 metros na região central do Panamá.